# 燕燕 (零食)
燕燕（Yan Yan Tsukebō） 是日本明治制菓从1979年开始生产的零食。燕燕的包装两个隔层，一个隔层装饼干棒，另一个隔层装巧克力味、草莓味、香草味、酸奶味的蘸酱。有些饼干棒也经过调味。有些燕燕的包装为长方形，里面含有九根饼干。新推出的一种燕燕有两种口味的蘸酱。

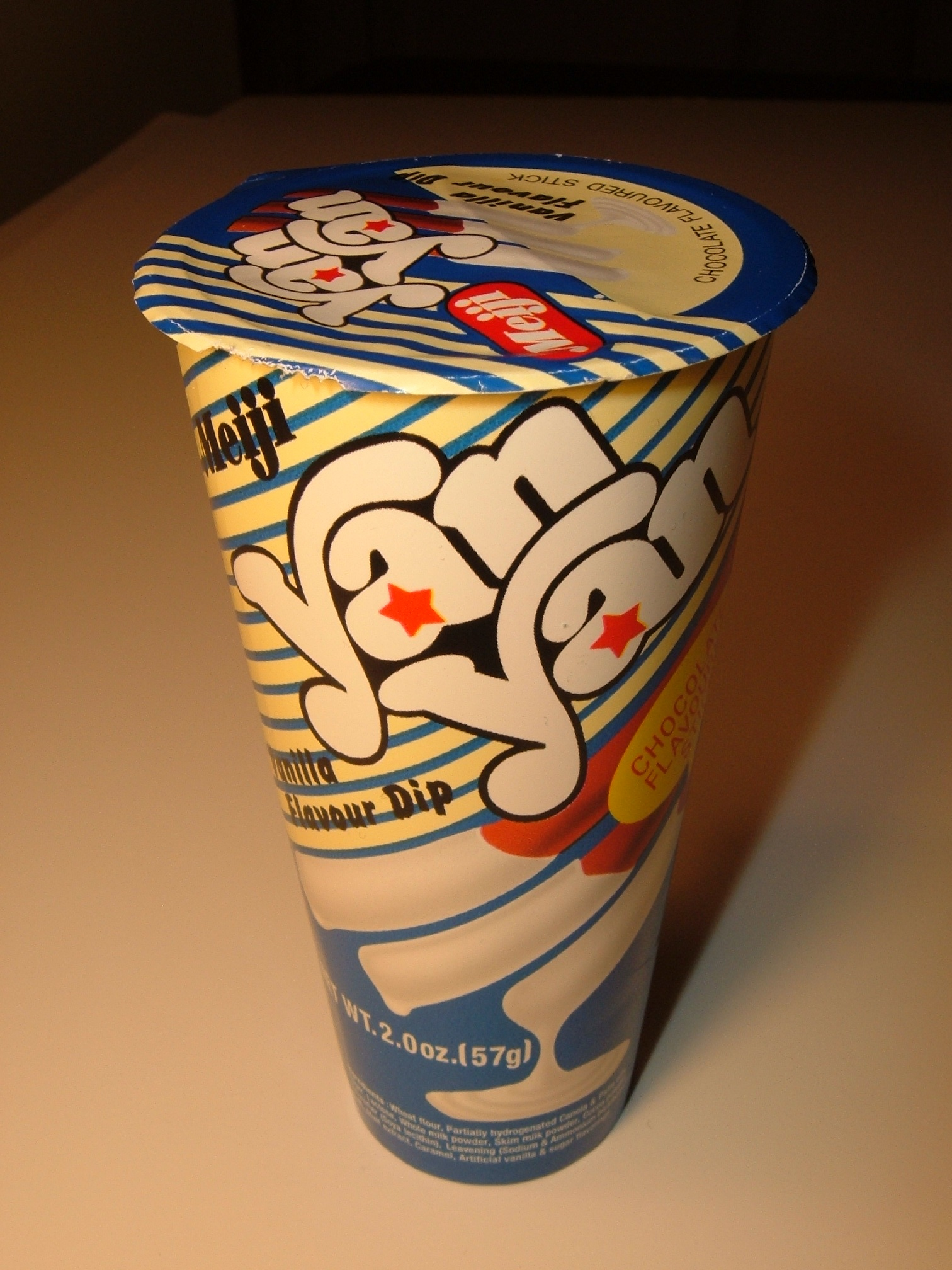
巧克力棒和香草酱燕燕

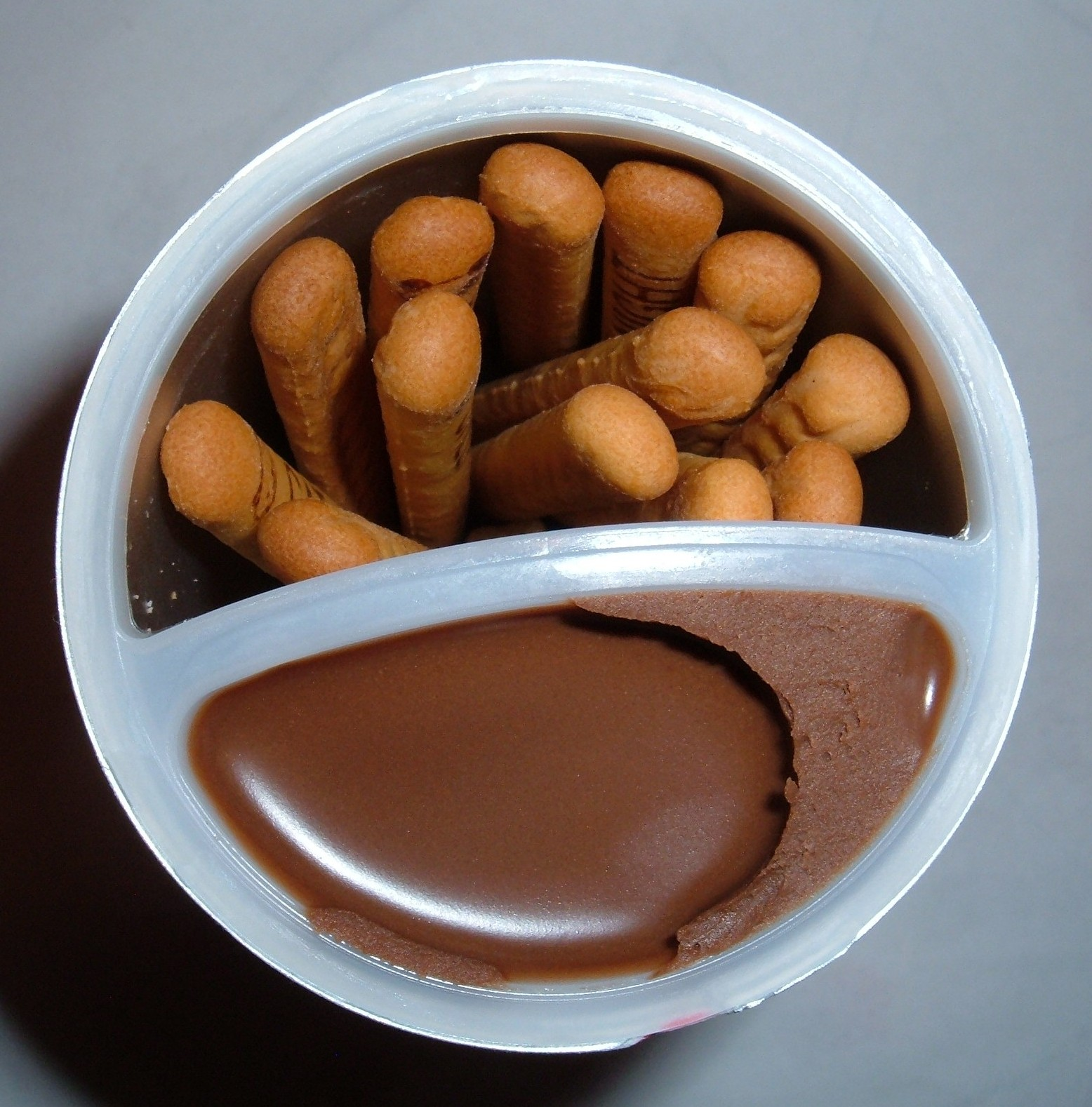
一包普通燕燕

明治製菓在1982年授权英国KP Snacks公司以Choc Dips为商品名在英国销售燕燕。

## 饼干棒

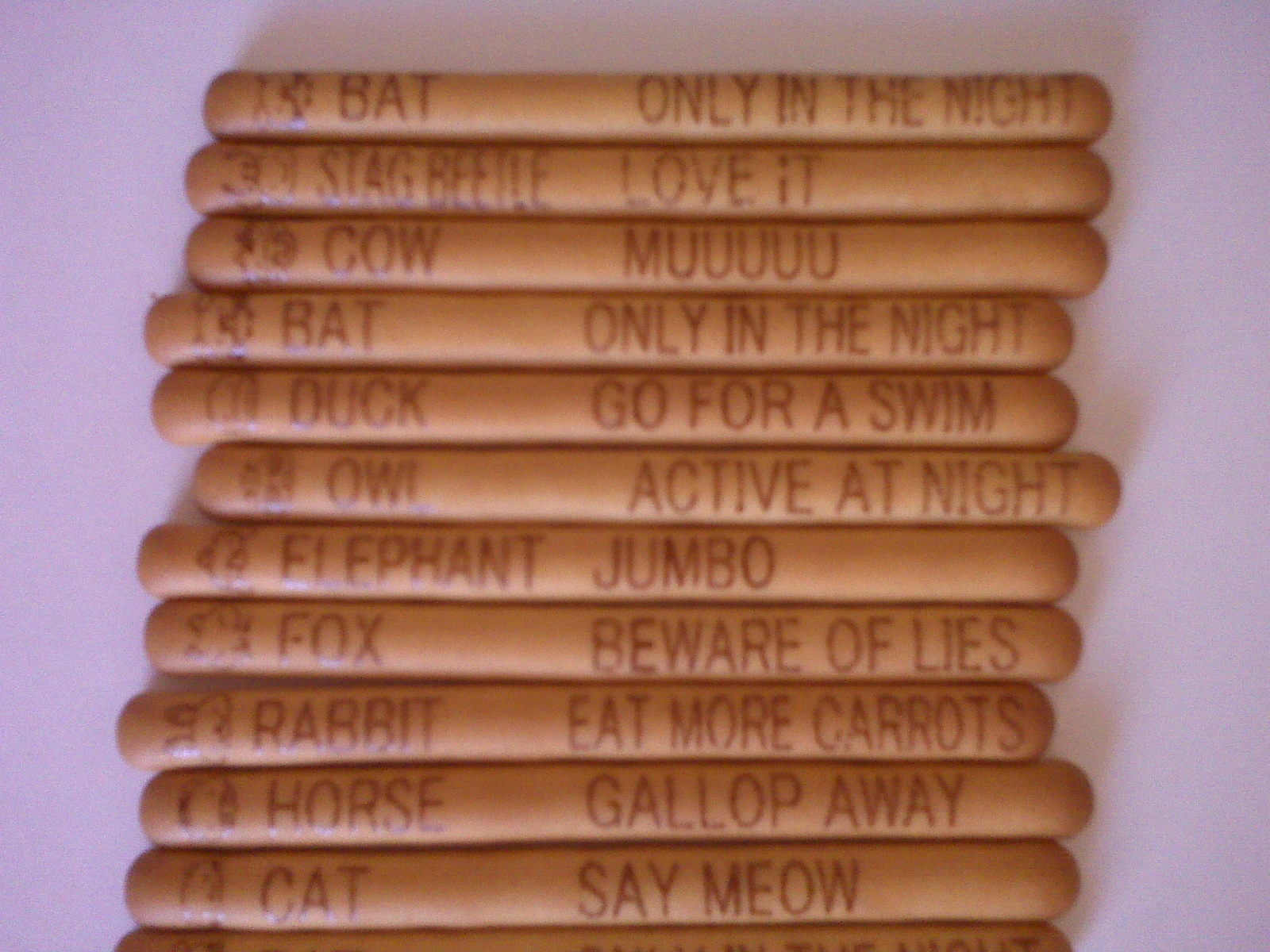
饼干棒上的文字讯息

过去在饼干棒上没有印刷任何内容，但现在印有动物图案和动物引言。上面的文字信息对以英语为母语的人来说显得突兀，例如：
- 气球：爆裂
- 蝙蝠：只在夜晚出现/飞行的哺乳动物
- 甲虫：厚而光泽的壳/幸运色棕色
- 蝴蝶：花
- 猫：有九条命/喵喵叫
- 小鸡：渴望孵化/幸运色黄色
- 鸡：颗颗颗/咯咯咯
- 牛：姆乌乌
- 鸭子：去游泳 / 嘎嘎、嘎嘎
- 大象：巨型/最长的鼻子
- 狐狸：警惕谎言/狡猾
- 青蛙：两栖动物/兔子
- 长颈鹿：最高的哺乳动物/最长的脖子
- 山羊：你今天很幸运/不要喂纸
- 长大的婴儿：把他们都放在摇篮里
- 马：疾驰而去
- 水壶：发出嘶嘶声
- 狮子：咆哮
- 鼹鼠：在洞里/天生挖洞
- 老鼠：吃奶酪/不要胆怯
- 章鱼：八条臂/幸运数字8
- 猫头鹰：夜间活动/夜间捕食者
- 熊猫：追求更多/喜爱竹子
- 兔子：多吃胡萝卜
- 犀牛：大思考/鼻角
- 海豹：喜欢晒太阳/在水下吠叫
- 绵羊：羊毛衫
- 蜗牛：蜗速邮件？/慢速邮件
- 鱿鱼：黑墨水
- 松鼠：你最好的朋友/坚果挖掘者
- 锹虫：爱它/强大的下巴
- 海星：海中的星星/星星+鱼/海星
- 鲸鱼：最大的哺乳动物
- 斑马：食草动物/花斑条纹

一些文字信息和动物发出的声音有关，用日式英语印刷。例如：
- 鸡：颗颗颗（Kokekokko）
- 牛：姆乌乌乌（Muuuuu）

## 口味
燕燕有多种口味。如巧克力、草莓、芒果、香草口味的蘸酱，还有最新推出的榛子、巧克力口味的饼干棒配香草蘸酱。

## 相关零食
百奇是一种类似燕燕的零食，它在较细的饼干棒上预先涂有酱料。百奇的酱料口味更丰富，如绿茶味和蜂蜜味。而燕燕则需要由食客自己蘸取，口味也少。明治还生产一款名为Hello Panda的零食，它是一种熊猫形状的夹心饼干，里面有巧克力、草莓、香草或绿茶味馅料。 燕燕和美国零食Dunk-a-roos类似。
能多益的“Nutella&Go”也是类似燕燕的零食，包装里面有面包棒或椒盐卷饼，再配上能多益的招牌榛子酱。 虽然Nutella&Go的包装和燕燕类似，但燕燕的包装更高， 而Nutella&Go的包装则更宽。